# Aswad
Gli Aswad sono un gruppo musicale reggae britannico formatosi nel 1974 a Londra. I membri del gruppo hanno origini caraibiche. 
Tra i loro brani più noti vi sono la cover di Don't Turn Around (1988; #1 in UK) e Shine (1994).

## Membri
Attuali
- Tony "Gad" Robinson - basso, tastiera, voce (1976-presente)

Passati
- Brinsley "Dan" Forde – voce, chitarra (1975–1996, 2009)
- Angus "Drummie Zeb" Gaye – voce, batteria (1975–2022; sua morte)
- Donald "Dee" Griffiths – chitarra (1975–1980)
- Courtney "Khaki" Hemmings – tastiera (1975–1976)
- George "Ras" Oban – basso (1975–1979)

## Discografia
- 1976 - Aswad
- 1979 - Hulet
- 1981 - New Chapter
- 1981 - Showcase
- 1982 - A New Chapter of Dub
- 1982 - Not Satisfied
- 1983 - Live and Direct
- 1984 - Rebel Souls
- 1986 - To the Top
- 1988 - Jah Shaka Meets Aswad in Addis Ababa Studio
- 1988 - Renaissance – 20 Crucial Tracks
- 1988 - Distant Thunder
- 1989 - Crucial Tracks (Best of Aswad)
- 1990 - Too Wicked
- 1990 - Next to You
- 1993 - Firesticks
- 1994 - Rise and Shine
- 1995 - Greatest Hits
- 1995 - Dub: The Next Frontier
- 1995 - Rise and Shine Again!
- 1997 - Big Up
- 1997 - Roots Rocking: Island Anthology
- 1999 - Roots Revival
- 2001 - 25 Live: 25th Anniversary
- 2002 - Cool Summer Reggae
- 2009 - City Lock